# Lacul Bugeac
Lacul Bugeac (denumit și Lacul Gârlița) este cel mai sudic liman fluviatil din România, aflat în comuna Ostrov, județul Constanța. Are o suprafață de 1.434 ha, o adâncime maximă de doar 1,7 m și prezintă maluri abrupte care pot atinge înălțimea de 30 m. Reprezintă loc de iernare pentru o serie de păsări acvatice, unele rare, cum ar fi pelicanul creț (Pelecanus crispus).
Lacul are legătură cu Dunărea, existând un stăvilar care reglementează schimbul de ape.